# Jørgen Rantzau (officer)
 Der er flere personer med dette navn, se Jørgen Rantzau.
Jørgen Rantzau (ca. 1652 – 10. marts 1713 i Lübeck) var en dansk officer, som udkæmpede flere slag under John Churchill, den første hertug af Marlborough.
Han kæmpede allerede under Marlborough i 1691 under den Pfalziske Arvefølgekrig. I 1701 blev han brigadechef og i 1705 generalmajor.
I Slaget ved Blenheim kommanderede han det 4. Jydske Dragon Regiment. I Slaget ved Oudenarde 11. juli 1708 under den Spanske Arvefølgekrig kommanderede han kavaleriet under Cadogan og spillede en vigtig rolle i de indledende faser af slaget.
Samarbejdet mellem den ældre erfarne Rantzau under den yngre uerfarne Cadogan er et eksempel på forsøget på at opnå ligevægt i Marlborough's multinationale hær.
I 1709 genoptog Danmark Store Nordiske Krig mod Sverige, og Jørgen Rantzau kom hjem og deltog i invasionen af Skåne under Christian Ditlev Reventlow, hvilket førte til Slaget ved Helsingborg.
I begyndelsen af slaget blev Reventlow syg og overdrog kommandoen til Jørgen Rantzau. Slaget blev et stort nederlag for Danmark, som Rantzau fik skylden for.